# Piero Ostellino
Piero Ostellino (Venezia, 9 ottobre 1935 – Milano, 10 marzo 2018) è stato un giornalista italiano.

## Biografia
Laureato in scienze politiche presso l'Università di Torino, si è specializzato in sistemi politici dei Paesi comunisti. Ha fondato nel 1963 a Torino il «Centro di Ricerca e Documentazione "Luigi Einaudi"» e, nel 1964, la rivista «Biblioteca della Libertà» che ha diretto fino al 1970; del Centro Einaudi è poi divenuto presidente onorario. Ha diretto dal 1990 al 1995 l'Istituto per gli studi di politica internazionale (ISPI) di Milano, ed è stato membro del comitato scientifico dell'Università della Carolina del Nord. È stato inoltre autore di numerosi saggi di carattere storico e politico.
Dal 1967 al gennaio 2015 ha scritto sul Corriere della Sera, quotidiano nel quale ha ricoperto diversi incarichi: è stato corrispondente da Mosca dal 1973 al 1978, e da Pechino dal 1979 al 1980; inviato speciale, nonché direttore responsabile dal 1984 al 1987; infine editorialista e titolare della rubrica settimanale Il dubbio. Dal febbraio 2015 fino alla scomparsa, ha scritto sul Giornale.

## Opere
- Il diplomatico, Firenze, Vallecchi, 1972.
- Vivere in Russia, Milano, Rizzoli, 1977.
- Vivere in Cina, Milano, Rizzoli, 1981.
- In che cosa credono i russi?, Milano, Longanesi, 1982, Premio Nazionale Rhegium Julii 1983 per il Giornalismo.[3]
- Mao Tse-tung, Milano, Fabbri, 1983.
- I nuovi militari. Una radiografia delle Forze armate italiane, con Luigi Caligaris, Milano, Mondadori, 1983.
- Cose viste e pensate, Milano, Rizzoli, 1985. ISBN 88-17-53594-X.
- Gorbaciov e i suoi fratelli, a cura di, Bologna, Il Mulino, 1991. ISBN 88-15-03159-6.
- Giovanni Paolo II, un papa dell'Est, Rizzoli, 1995.
- Il dubbio. Politica e società in Italia nelle riflessioni di un liberale scomodo, Milano, Rizzoli, 2003. ISBN 88-17-87171-0.
- Lo stato canaglia. Come la cattiva politica continua a soffocare l'Italia, Milano, Rizzoli, 2009. ISBN 978-88-17-02821-9.